# Sapina Doca
Sapina Doca falu Horvátországban Šibenik-Knin megyében. Közigazgatásilag Rogoznicához tartozik.

## Fekvése
Šibeniktől légvonalban 23, közúton 33 km-re délkeletre, községközpontjától légvonalban 5, közúton 9 km-re északkeletre, Dalmácia középső részén fekszik.

## Története
A település területe évszázadokig velencei fennhatóság alatt állt. 1797-ben a Velencei Köztársaság megszűnésével a település Habsburg Birodalom része lett. 1806-ban Napóleon csapatai foglalták el és 1813-ig francia uralom alatt állt. Napóleon bukása után ismét Habsburg uralom következett, mely az első világháború végéig tartott. A településnek 1857-ben még Podorljakkal együtt 999, 1910-ben 540 lakosa volt. Az I. világháború időszaka más területekhez hasonlóan súlyos terheket rótt az itteni lakosságra. Az I. világháború után rövid ideig az Olasz Királyság, ezután a Szerb-Horvát-Szlovén Királyság, majd Jugoszlávia része lett. A település lakossága 2011-ben 64 fő volt.

## Lakosság
| Lakosság változása | Lakosság változása | Lakosság változása | Lakosság változása | Lakosság változása | Lakosság változása | Lakosság változása | Lakosság változása | Lakosság változása | Lakosság változása | Lakosság változása | Lakosság változása | Lakosság változása | Lakosság változása | Lakosság változása | Lakosság változása |
| ------------------ | ------------------ | ------------------ | ------------------ | ------------------ | ------------------ | ------------------ | ------------------ | ------------------ | ------------------ | ------------------ | ------------------ | ------------------ | ------------------ | ------------------ | ------------------ |
| 1857               | 1869               | 1880               | 1890               | 1900               | 1910               | 1921               | 1931               | 1948               | 1953               | 1961               | 1971               | 1981               | 1991               | 2001               | 2011               |
| 999                | 829                | 477                | 480                | 554                | 540                | 803                | 773                | 442                | 477                | 478                | 364                | 257                | 163                | 123                | 64                 |

(1857-ben, 1869-ben és 1931-ben Račice név alatt. 1857-ben az adat tartalmazza Dvornica, Ražanj és a ma Marina községhez tartozó Sevid lakosságát is. 1869-ben Rastovac, 1857-ben, 1869-ben, 1921-ben és 1931-ben az adatok Podorljak lakosságával együtt értendők.)

## Nevezetességei
A Kármelhegyi boldogasszony tiszteletére szentelt kis temploma egy kis dombon áll, szép park övezi. A templomot 1857-ben építették, az oltárán álló Mária-szobor 1906-ban került a templomba. Búcsúünnepe július 16-án van, amikor az ünnepi szentmise után a szobrot körmenetben viszik ki a templomból végig az egész településen. A templom mellett temető található.